# Diecezja Samoa-Pago Pago
Diecezja Samoa-Pago Pago (łac.: Dioecesis Samoa-Pagopagensis, ang. Diocese of Samoa-Pago Pago) – rzymskokatolicka diecezja na Samoa Amerykańskim.
Podlega metropolii Samoa-Apia. Swoim zasięgiem obejmuje terytorium zależne Stanów Zjednoczonych: Samoa Amerykańskie.
Katedrą diecezjalną jest katedra św. Rodziny w Tafuna.

## Historia
10 września 1982 – utworzenie diecezji Samoa-Pago Pago.

## Herb
Autor herbu jest słowacki heraldyk Marek Sobola. Herb został przyjęty w 2016 roku.

## Ordynariusze
- kard. Pio Taofinuʻu SM (1982 - 1986) administrator apostolski, arcybiskup Samoa-Apia i Tokelau
- John Quinn Weitzel (1986 - 2013)
- Peter Brown CSsR (2013 - 2023)
- Kolio Etuale (od 2023)

## Główne świątynie
- Katedra św. Rodziny w Tafuna
- Konkatedra św. Józefa w Fagatogo